# Lunatia levicula
Lunatia levicula là một loài ốc biển săn mồi, là động vật thân mềm chân bụng sống ở biển trong họ Naticidae, họ ốc mặt trăng.

## Miêu tả
Chiều dài tối đa của vỏ ốc được ghi nhận là 32 mm.

## Môi trường sống
Độ sâu tối thiểu được ghi nhận là 50 m. Độ sâu tối đa được ghi nhận là 183 m.